# Șimleu Silvaniei
Șimleu Silvaniei là một thị xã thuộc hạt Sălaj, România. Dân số thời điểm năm 2002 là 16036 người.